# Sei giorni di Bassano del Grappa
La Sei giorni di Bassano del Grappa è una competizione di ciclismo su pista che si svolge annualmente al Velodromo Rino Mercante di Bassano del Grappa, in Italia.

## Storia
La gara è stata organizzata dal 1986 al 1990 e di nuovo dal 1996 al 1998. Nel 2012 è stata riproposta come Tre sere di Bassano del Grappa.

## Albo d'oro
| Anno                             | Vincitori                               | Secondi                               | Terzi                                 |
| Sei giorni di Bassano del Grappa | Sei giorni di Bassano del Grappa        | Sei giorni di Bassano del Grappa      | Sei giorni di Bassano del Grappa      |
| -------------------------------- | --------------------------------------- | ------------------------------------- | ------------------------------------- |
| 1986                             | Amadio, Clark & Moser                   | Doyle, Martinello & Rosola            | Frank, Freuler & Kristen              |
| 1987                             | Argentin, Hermann & Doyle               | Bincoletto, Clark & Moser             | Baffi, Kristen & Ørsted               |
| 1988                             | Danny Clark & Francesco Moser           | Adriano Baffi & Anthony Doyle         | Silvio Martinello & Stan Tourné       |
| 1989                             | Adriano Baffi & Danny Clark             | Pierangelo Bincoletto & Stan Tourné   | Stefano Allocchio & Silvio Martinello |
| 1990                             | Volker Diehl & Silvio Martinello        | Konstantin Chrabzov & Marat Ganeev    | Mario Cipollini & Urs Freuler         |
| 1991-95                          | Non disputata                           | Non disputata                         | Non disputata                         |
| 1996                             | Silvio Martinello & Marco Villa         | Kurt Betschart & Bruno Risi           | Cristiano Citton & Andrea Collinelli  |
| 1997                             | Cristiano Citton & Andrea Collinelli    | Silvio Martinello & Marco Villa       | Kurt Betschart & Bruno Risi           |
| 1998                             | Adriano Baffi & Marco Villa             | Andrea Collinelli & Giovanni Lombardi | Étienne De Wilde & Matthew Gilmore    |
| Tre sere di Bassano del Grappa   |                                         |                                       |                                       |
| 2012                             | Franco Marvulli & Elia Viviani          | Tomas Alberio & Kabir Lenzi           | Fabio Masotti & Walter Pérez          |
| 2013                             | Piergiacomo Marcolina & Franco Marvulli | Marcel Barth & Nico Heblich           | Vojtěch Hačecký & Marek Mixa          |